# Marcel Mauss
Marcel Mauss (n. 10 mai 1872, Épinal, Lorraine⁠(d), Franța – d. 10 februarie 1950, Paris, Franța) a fost un sociolog, antropolog și etnolog francez.
Potrivit lui, sociologia trebuie să explice realitatea umană în totalitatea sa biologică, psihologică și socială. Tehnicile corpului, cum ar fi de exemplu mersul, sunt atât acte fizice, cât si psihologice și culturale. Mauss a fost profesor de istorie a religiilor primitive la ”École pratique des hautes études", iar apoi profesor de sociologie la Collège de France. A scris numeroase articole și o lucrare considerată esențială, Essai sur le don (Eseu despre dar) (1923).

## Fapt social total
Faptul social total este un procedeu metodologic creat de Marcel Mauss pe baza principiului euristic potrivit căruia obiectul de studiu trebuie lăsat să se dezvăluie el însuși - în contextul cercetării antropologice / sociologice, aceasta înseamnă că individul (care este obiectul de studiu) dă un sens practicii sale, nu cercetătorul care îl observă. 
Faptele sociale totale sunt „acelea în care se exprimă pe rând și dintr-o dată toate instituțiile”, adică acelea în care obiectul de studiu impune observarea tuturor domeniilor vieții sociale (religie, politică, economie, istorie, estetică...). Mauss ilustrează această metodologie în eseul lui despre dar, luând ca exemplu sistemele de schimburi kula și potlatch. În viziunea lui Mauss, societatea se studiază în ansamblul ei prin decompoziția și recompoziția întregului. Cercetătorul trebuie să caute sensul analizând funcționarea unor sisteme sociale întregi, nu doar a unor niveluri sau fragmente dintr-un sistem social. 

## Scrieri principale
- 1902 - Schiță a unei teorii generale a magiei
- 1923 - Eseu despre dar
- 1934 - Les techniques du corps (fr)
- 1947 - Manual de etnologie

### Traduceri în română
- Eseu despre dar, traducere de Silvia Lupescu, Institutul European, Iași 1993.